# معسكر الصدر
معسكر الصدر هو معكسر أنشأه حزب الدعوة في أواخر عام 1981 بعد أن أعدم صدام محمد باقر الصدر

## موقعه
اتخذت قيادة الدعوة قراراً بنقل معظم كادرها الحزبي إلى إيران، وتحويله إلى العمل المسلح، حيث استطاعت في عام 1980م تأسيس معسكر قرب مدينة الأهواز باسم معسكر الصدر.

## قادته
تولى قيادته حسين الشامي، تحت اشراف اللجنة الجهادية للحزب وهي لجنة متفرغة للتنسيق بين شتات حزب الدعوة في سوريا والعراق وإيران و ترأس هذه اللجنة في تلك الفترة إبراهيم الجعفري.

## مهامه
كانت أبرز المهام تتمثل في تدريب قوات حزب الدعوة وتأهيلهم للقيام بعمليات عسكرية في العمق العراقي.

## دور إيران
كانت إيران طرفًا فاعلاً وكانت هي المدرب الرئيس لأفراد حزب الدعوة والحاضنة الرئيسية لهم.

## نوري المالكي وعلاقته بالمعسكر والتدريب العسكري
مع أواخر عام 1982 وبدايات 1983، زاد اهتمام قوات الصدر بالمناطق الشمالية من العراق، وكان يستدعي ذلك زيارات متكررة من قبل رئيس اللجنة الجهادية وقائد معسكر الصدر عبد الحليم الزهيري،فاستدعت الحاجة إلى الطلب من نوري المالكي الحضور إلى الأحواز وتولي قيادة المعسكر نيابةًُ عن الزهيري.

## أبرز العمليات
لقد قام حزب الدعوة بعدد من العمليات الإرهابية اعترف ببعض اعترافًا صريحًأ مثل تعامله مع إيران ضد بلده العراق وكان هذا على لسان هادي العامري أيام الحرب العراقية الإيرانية في تسجيل مصور أيام ما كانوا في معسكر الصدر في إيران[1][2][3].ويبلغ عدد الهجمات والتفجيرات التي اتُهم فيها أو أقرها حوالي العشرين مابين تفجير أو اغتيال.

## انهيار دور المعسكر
تعرض المعسكر لضغوط كبيرة يقودها المجلس الأعلى الإيراني للإستحواذ على المعسكر، وإخضاع كافة المقاتلين لقيادتهم الخاصة، وهذا ما رفضه الحزب، فانتهت الأزمة بخروج قوات الصدر من المعسكر حيث توجه قسم منهم إلى مقرات في كردستان في العراق، وأنيطت بالقسم الآخر مهام تنظيمية وحزبية مختلفة.